# Безумная парочка
Безумная парочка (кор. 환상의 커플) — южнокорейский мини-сериал, являющийся своеобразным ремейком фильма «За бортом». 16 серий с Хан Е Сыль в главной роли. Премьера состоялась 14 октября 2006 года.

## Сюжет
Богатая, своенравная и очень красивая бизнес-леди Анна Чо в результате ряда случайных встреч ссорится и вступает в непримиримую вражду с мастером на все руки Чан Чхоль Су. Но внезапно теряет сознание и очнувшись в больнице не может ничего вспомнить о себе. Чан Чхоль Су выдает себя за её мужа. Настоящий же муж сперва думает о смерти жены, затем не хочет её возвращать, но увидев Анну иной — вступает в борьбу.